# Шишчета
Шишчета (на персийски: Šišlik شیشلیک; на турски: Şaşlık) е традиционно ястие от балканската, руската и азиатската кухня, приготвено от нарязяно на късове различни видове месо и нарязани зеленчуци.
Приготвянето на месо по тази технология, е може би най-стария начин за печене на месо върху жив огън, в историята на човечеството.

## Технология
Късовете месо и зеленчуци се нанизват на дървени или метални шишове, като се реди едно парче месо, парче зеленчук (чушка, лук, ябълка, гъба и др.), след което се пекат на скара.

## Рекорди
Световния рекорд за най-дълго шишче е 120 метра, наречен е „Шашлик на приятелството“, и е приготвен през април 2009 година, в град Черкаск, Украйна. За направата му е използвано 400 кг. свинско месо.